# Aeronca C-2
Aeronca C-2 — лёгкий одноместный самолёт общего назначения, выпускавшийся в США компанией Aeronautical Corporation Of America (в 1941 году сменила название на Aeronca Aircraft Inc.) с 1929 по 1931 год.

## История

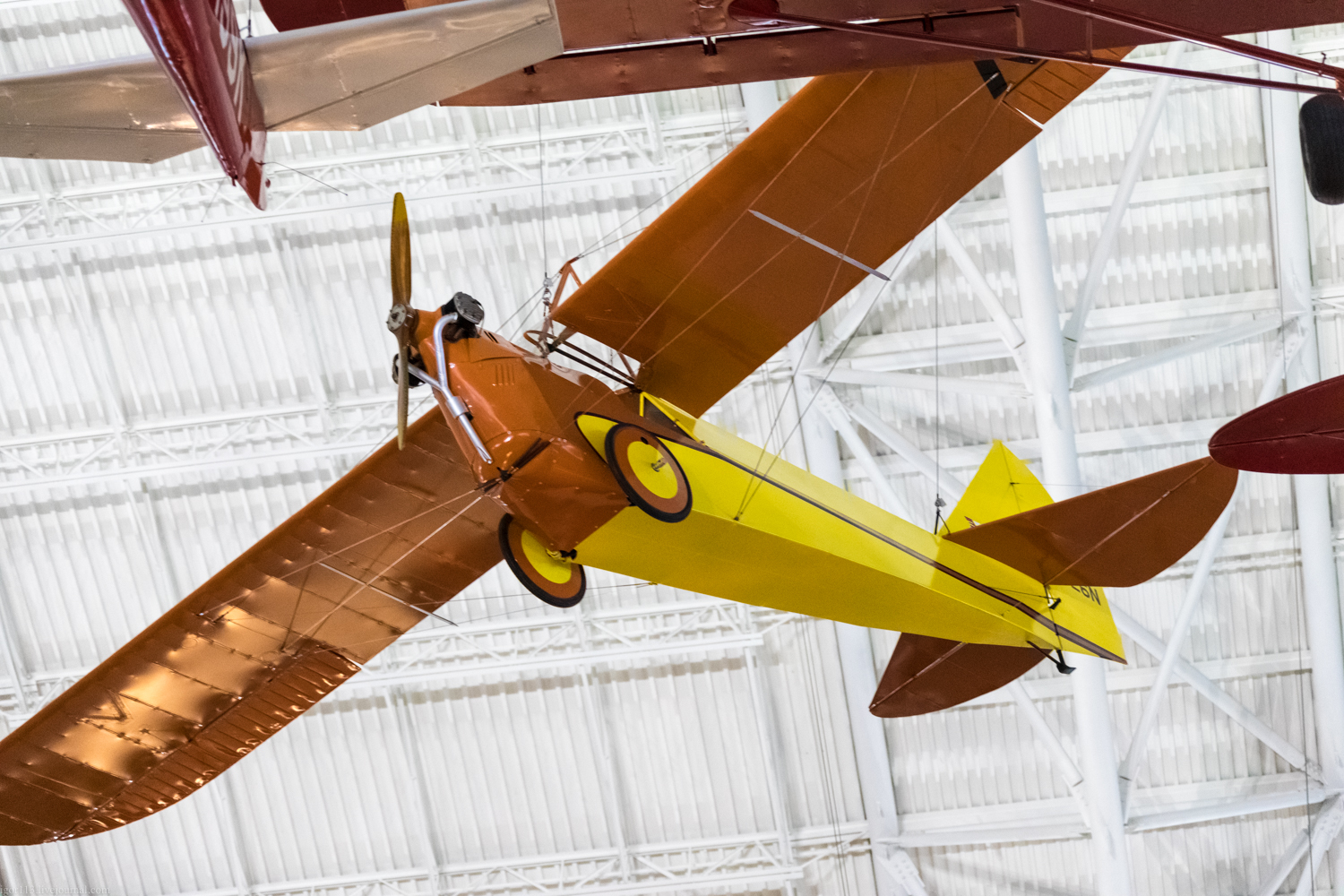
Aeronca C-2 в Национальном музее воздухоплавания и астронавтики

Самолёт стал первой моделью, выведенной на рынок основанной в 1929 году компанией Aeronautical Corporation Of America. Дизайн и идея самолёта были куплены компанией у Жана Роше, главного инженера по авиации американских ВВС, который самостоятельно построил прототип самолёта для полётов на отдыхе. Подготовка самолёта к серийному производству велась Роджером Шлеммером, представителем школы аэронавтики университета Цинцннати.
Самолёт, получивший название С-2, совершил первый полёт 20 октября 1929 года. Бортовой номер, который получил прототип — NX626N. Этот самолёт был продан в частные руки и, сменив нескольких хозяев, летал до 1940 года. В 1940 году самолёт был выкуплен компанией Aeronca и выставлялся на фабрике компании в Мидлтауне (Огайо). В 1948 году Aeronca передала свой первый самолёт в Национальный музей аэронавтики и космонавтики США при Смитсоновском институте, где он и находится на хранении до сих пор.
Aeronca C-2 был прост в управлении, обладал высокой надёжностью, продавался по невиданно низкой цене от 1495 долларов США, был дёшев в эксплуатации. Эти качества привели к успешным продажам. За свой внешний вид самолёт получил название «летающая ванна» (англ.  Flying Bathtub)
Производитель ориентировал эти самолёты на рынок обычных обывателей, которые могли самостоятельно подниматься в воздух уже после пяти часов тренировок с инструктором. За год, к началу великой депрессии, было продано более 100 самолётов. С началом депрессии продажи пошли на убыль и компания была вынуждена снизить цену практически до себестоимости. Самолёт стал стоить 1245 долларов.
Самолёт оказался весьма экономичным и выгодным в эксплуатации. В 1930 году стоимость расходов на одну милю полёта составляла 1 цент.Самолёты часто использовались для сдачи в аренду. Средняя цена часовой аренды (включая стоимость расходных материалов) составляла 4 доллара США.
Aeronca C-2 может считаться первым самолётом, выполнившим дозаправку в воздухе от движущегося автомобиля. В 1930 году, на авиашоу в Калифорнии, пилот самолёта при помощи крюка подхватил банку с горючим с движущегося автомобиля марки Austin.
В то же время компания учитывает пожелания клиентов и готовит к запуску в производство новую модель — Aeronca C-3, обладающую более мощным двигателем и, самое главное, позволяющую совершать прогулочные полёты, на которые и был ориентирован самолёт, вдвоём, а не в одиночку. В качестве переходной модели в 1931 году Aeronca выпускает С-2 с тридцатишестисильным двигателем Aeronca 113, который позже устанавливался на С-3. Однако с заменой двигателя пришлось поднять и цену.
С-3 вышел на рынок в 1931 году, после чего компания свернула производство С-2. В условиях депрессии производство обеих моделей было нерентабельно.
Несколько самолётов Aeronca C-2 до сих пор находятся в пригодном к полётам состоянии и периодически поднимаются в небо. Ещё около десятка сохраняются в различных авиамузеях по всему миру.

## Конструкция
По конструкции Aeronca C-2 — это высокоплан, в котором использовано крепление крыла типа «парасоль» (зонтичное крепление). Самолёт рассчитан на перевозку одного человека и 15 — 20 кг груза.
Двигатель Aeronca E-107A — поршневой, двуцилиндровый, мощностью 26 л. с., расположен в носовой части самолёта. Винт деревянный, двухлопастной, с неизменяемым шагом.
Самолёт очень прост в управлении. Управляется при помощи джойстика. Обладает хорошей способностью к планированию. Высокоэкономичен.
Корпус самолёта выполнялся из труб, обшитых лёгкими металлическими листами и тканью. В стандартную модификацию не входили тормоза на шасси, лётные фонари, подогрев и остекление кабины, которые можно было заказать дополнительно.

## Тактико-технические характеристики
Источник данных: Уголок неба

Технические характеристики
- Экипаж: 1 чел.
- Длина: 6,10 м
- Размах крыла: 10,98 м
- Высота: 2,28 м
- Площадь крыла: 13,20 м²
- Масса пустого: 184 кг
- Максимальная взлётная масса: 317 кг
- Силовая установка: 1 × ПД Aeronca E-107A
- Мощность двигателей: 1 × 30 л. с.

Лётные характеристики
- Максимальная скорость: 128 км/ч
- Крейсерская скорость: 104 км/ч
- Практическая дальность: 384 км
- Практический потолок: 5032 м

## Модификации
- Aeronca C-2 — основная модификация
- Aeronca PC-2 — вариант гидросамолёта